# Paragonit
Paragonit là một loại khoáng vật liên quan đến muscovit. Công thức hóa học của nó là NaAl2[(OH)2|AlSi3O10]. Một solvus rộng tách muscovit ra từ paragonit, vì vậy có ít dung dịch rắn cùng với vector Na+K+ và mica là thành phần trung gian chủ yếu phát triển đan xen nhau của hai mica riêng biệt, một là loại giàu K, và loại còn lại giàu Na. Paragonit là một khoáng vật phổ biến trong các đá biến chất thuộc tướng đá phiến lam cùng với các khoáng vật natri khác như albit, jadeit và glaucophan. Trong quá trình chuyển tiếp từ tướng đá phiến lam sang phiến lục, paragonit và glaucophan được chuyển thành clorit và albit.
Khoáng vật này được mô tả đầu tiên năm 1843 cho mẫu ở núi Campione, Tessin, Thụy Sĩ. Tên gọi xuất phát từ tiếng Hy Lạp paragon, nghĩa là hiểu nhầm, do nó có vẻ bề ngoài tương tự như talc.